# Lynsted
Lynsted – wieś w Anglii, w hrabstwie Kent, w dystrykcie Swale. Leży 19 km na wschód od miasta Maidstone i 67 km na wschód od centrum Londynu.